# یوهان دینتسن‌هوفر
 یوهان دینتسن‌هوفر (آلمانی: Johann Dientzenhofer؛ ۲۵ مهٔ ۱۶۶۳ – ۲۰ ژوئیهٔ ۱۷۲۶) یک معمار اهل آلمان بود.